# Omophron grandidieri
Omophron (Phrator) grandidieri – gatunek chrząszcza z rodziny biegaczowatych, podrodziny Omophroninae i plemienia Omophronini.

## Występowanie
Gatunek ten jest endemitem Madagaskaru.